# Romani
Romani er romaernes (forældet dansk: zigeunernes ell. sigøjnernes) sprog.
Romani er et af flere sprog, der anvendes af romaerne. Sproget tilhører den indoariske gren af den indoeuropæiske sprogfamilie. 
Mange dialekter af romani er så divergerende at de undertiden betragtes som selvstændige sprog. Den største dialekt er Balkan Romani (700.000), Karpaterne Romani (500.000), og Sinti Romani (300.000). Nogle romasamfund taler blandede sprog baseret på det omgivende sprog med bibehold af Romani-afledte ord - disse er kendt af lingvister som Para-roma, snarere end dialekter af sproget romani.
Sproget tilhører den indoariske gren af de indoeuropæiske sprog. Sproget er således beslægtet med de sprog. der tales i det nordlige Indien og Pakistan, hvilket menes at indikere romaernes oprindelse. Låneord som er optaget i romani gør det muligt at spore de store linjer i romaernes vandring mod vest.
Romani er tættest beslægtet med punjabisk og pothohari hvilket ses af at de tre sprog har nogle ord og grammatiske træk til fælles som ingen andre sprog har.

## Talere af sproget romani
Ofte omtales sproget som romani ćhib "sproget romani" eller romanes "på en rom måde". 
Omtalen stammer fra romaniordet rom, som betyder "et medlem af (romani-) gruppen" eller "mand", det er også her udtrykket "roma" på engelsk stammer fra, selv om nogle romagrupper refererer til sig selv ved hjælp af andre demonymer (f.eks. 'kaale' og 'sinti'). Den engelske stavemåde "Romani" om sproget kan også findes, hvilket afspejler en anden transskription af romani-fonemet /r/.  
Frem til slutningen af 1800-tallet blev der som regel henvist til sproget som "Gypsy Language" i engelsksprogede tekster.